# Laura San Giacomo
Laura San Giacomo (West Orange, 14 de novembro de 1962) é uma atriz estadunidense conhecida por interpretar o papel de Maya Gallo na sitcom Just Shoot Me!, da NBC, e Kit De Luca, no filme Pretty Woman (br: Uma Linda Mulher / pt: Um Sonho de Mulher).

## Biografia
San Giacomo, uma ítalo-americana, nascida em West Orange, Nova Jérsei, filha de MaryJo e John San Giacomo, dono de uma fábrica de papel. Cresceu em Denville, e descobriu a atuação enquanto frequentava a Escola Superior Morris Knolls. Graduou-se em Belas Artes, com especialização em atuação, pela Escola de Drama Carnegie Mellon, em Pittsburgh, e mudou-se para Nova York após sua formatura, em 1984. Em seguida atuou em diversas produções teatrais; integrou o elenco de uma produção de Garry Marshall e Lowell Ganz de Wrong Turn at Lungfish, em Los Angeles, a produção do Teatro Princeton/McCarter de Três Irmãs, de Tchekhov, e uma versão off-Broadway de Beirut. Também atuou em Italian American Reconciliation, produções regionais de A Tempestade As You Like It e Romeu e Julieta, de William Shakespeare.

## Carreira
| Cinema        | Cinema                      | Cinema                         | Cinema                          | Cinema       |
| Ano           | Título                      | Título em português            | Personagem                      | Notas        |
| ------------- | --------------------------- | ------------------------------ | ------------------------------- | ------------ |
| 1988          | Miles from Home             |                                | Sandy                           | sem créditos |
| 1989          | Sex, Lies, and Videotape    | br: Sexo, Mentiras e Videotape | Cynthia Patrice Bishop          |              |
| 1990          | Pretty Woman                | br: Uma Linda Mulher           | Kit De Luca                     |              |
| 1990          | Vital Signs                 |                                | Lauren Rose                     |              |
| 1990          | Quigley Down Under          |                                | Crazy Cora                      |              |
| 1991          | Once Around                 |                                | Jan Bella                       |              |
| 1991          | Under Suspicion             |                                | Angeline                        |              |
| 1992          | Where the Day Takes You     |                                | A Entrevistadora                |              |
| 1994          | Nina Takes a Lover          |                                | Nina                            |              |
| 1995          | Stuart Saves His Family     |                                | Julia                           |              |
| 1997          | The Apocalypse              |                                | Goad                            |              |
| 1997          | Suicide Kings               |                                | Lydia                           |              |
| 1998          | Gargoyles                   |                                | Fox                             | voz          |
| 1998          | With Friends Like These...  |                                | Joanne Hersh                    |              |
| 1999          | Eat Your Heart Out          |                                | Jacqueline Fosburg              |              |
| 2003          | A House on a Hill           | Gaby                           |                                 |              |
| 2005          | Checking Out                |                                | Flo Applebaum                   |              |
| 2005          | Havoc                       |                                | Joanna Lang                     |              |
| 2011          | Few Options                 |                                | Vendedora de bilhetes de ônibus |              |
| 2012          | Least Among Saints          |                                | Jolene                          |              |
| Televisão     |                             |                                |                                 |              |
| Ano           | Título                      | Personagem                     | Notas                           |              |
| 1987          | Spenser: For Hire           | Sharon                         | 1 episódio                      |              |
| 1988          | Crime Story                 | Theresa Farantino              | 1 episódio                      |              |
| 1989          | The Equalizer               | Trudy Collins                  | 1 episódio                      |              |
| 1989          | Miami Vice                  | Tania Louis                    | 1 episódio                      |              |
| 1993          | For Their Own Good          | Jo Mandell                     |                                 |              |
| 1994          | The Stand                   | Nadine Cross                   | TV                              |              |
| 1995          | Fallen Angels               | Peggy                          | 1 episódio                      |              |
| 1996          | The Right To Remain Silent  | Nicole Savita                  |                                 |              |
| 2001          | Sister Mary Explains It All | Angela DiMarco                 |                                 |              |
| 2001          | Jenifer                     | Jenifer Estess                 |                                 |              |
| 2003          | The Electric Piper          | Mrs. Robinson                  | voice                           |              |
| 1997-2003     | Just Shoot Me!              | Maya Gallo                     | 149 episódios                   |              |
| 2003          | The Handler                 | Karen                          | 1 episódio                      |              |
| 2006          | Related                     | Ann Sorelli                    | 1 episódio                      |              |
| 2006          | Veronica Mars               | Harmony Chase                  | 3 episódios                     |              |
| 2007-2010     | Saving Grace                | Rhetta Rodriguez               | 46 episódios                    |              |
| 2010          | In Plain Sight              | Mia Cusato                     | 1 episódio                      |              |
| 2010          | The Defenders               | Judge Anna Desanti             | 1 episódio                      |              |
| 2010          | Medium                      | Susannah Collings              | 1 episódio                      |              |
| 2011          | Hot in Cleveland            | Caroline                       | 1 episódio                      |              |
| 2012          | Talhotblond                 | Carol                          |                                 |              |
| 2016-presente | NCIS                        | Dra. Grace Confalone           | Papel Recorrente                |              |